# Эйвбери
Эйвбери (англ. Avebury) — относящийся к эпохам позднего неолита и ранней бронзы культовый объект, состоящий из мегалитических гробниц и святилищ. Находится в графстве Уилтшир, в Англии, и получил своё название от находящейся поблизости деревни.

## Описание
По оценке археологов, комплекс был создан и интенсивно использовался в период с 2100 года до н. э. по 1650 год до н. э.
Сооружения Эйвбери учёные связывают с культурой колоколовидных кубков.
Состоит из огромного кромлеха площадью в 11,5 гектара и диаметром свыше 350 метров, окружённого рвом и валом, с расположенными вдоль его внутренней кромки примерно 100 каменными столбами, каждый весом до 50 тонн.
Имел 3 входа. Внутри большого кромлеха расположены 2 меньших, диаметром около 108 метров. На юг от этого комплекса ведёт аллея менгиров длиной в 2,3 километра к кромлеху Овертон-хилл, состоящему из двух концентрических кругов. Вблизи комплекса Эйвбери находятся мегалитические гробницы и длинные земляные курганы.
В непосредственной близости от Эйвбери проходит доисторическая Риджуэйская дорога.
С мегалитами Эйвбери связано предание о брадобрее из Эйвбери, якобы погибшем в XIV веке при попытке уничтожить языческий памятник. В ходе раскопок в XX веке под поваленным менгиром действительно были обнаружены останки человека вместе с парикмахерскими и медицинскими инструментами, однако без следов травматической смерти.

## Фильмография
- Д/ф «Гениальная геометрия. Следы таинственных предков» (англ. Genius and Geometry. Traces of Our Enigmatiс Ancestors), реж. Роналд Вауган (2010).